# Paraderris canarensis
Paraderris canarensis là một loài thực vật có hoa trong họ Đậu. Loài này được (Dalzell) Adema mô tả khoa học đầu tiên năm 2003.